# Paul Badré (aviateur)
Pour les articles homonymes, voir Paul Badré et Badré.
Paul Badré (1906-2000) est un pilote et ingénieur aéronautique français, combattant de la Seconde Guerre mondiale. 
Membre du SR Air de Georges Ronin, il transmet par radio des renseignements aux Alliés depuis son village de Bellerive, à côté de Vichy. Ses émissions clandestines continuent jusqu’au débarquement américain en Afrique du Nord. Il est ensuite envoyé à Londres comme officier de liaison avec le BCRA et le MI6. À l'été 1944, il commande un escadron de bombardiers pendant le débarquement de Provence. 

## Biographie
Paul Badré naît le 22 mai 1906 à Saint-Saëns. Il est le fils de Louis Badré (1875-1969), conservateur des eaux et forêts et officier de la Légion d’honneur,, et de Claire Maire (1884-1934). 
Il est l’aîné de six enfants : Louis Badré (directeur général de l’Office national des forêts,), Jean Badré (vicaire aux Armées françaises puis évêque de Bayeux), Jacques Badré (curé de Semallé), Charles Badré (dit « père Jean », moine bénédictin assassiné par les Khmers rouges en 1975,,) et Marie Badré.
Après son baccalauréat au lycée de Colmar et des classes préparatoires au lycée Kléber de Strasbourg, Paul Badré est reçu en 1926 à l’École polytechnique à Paris. Sa promotion, avec celle de 1927, réunit Henri Ziegler (président de l’Aérospatiale), Georges Glasser (président du GIFAS et d’Alstom), Henri Desbruères et Joseph Roos (présidents d’Air France), Louis Bonte (directeur du CEV), ou le pilote Jacques Lecarme.
À la sortie de polytechnique en 1928, il s’engage dans l’Aéronautique militaire et rejoint comme sous-lieutenant l’École d’application de l’aéronautique à Versailles. Formé à la base d’Avord, sur Morane-Saulnier MS.138, Caudron C.59, Breguet 14 et Farman F.60, il est breveté pilote en octobre 1929 et rejoint à l’été 1930 le 21e régiment d’aviation, à Nancy. Promu capitaine de son escadrille en 1933, il fait la connaissance de Georges Ronin. 

### Pilote d’essai
Au printemps 1935, Paul Badré est muté en même temps que Constantin Rozanoff au Centre d'essais du matériel aérien (CEMA) de Villacoublay, où sont testés les avions de Marcel Bloch,. Il s’occupe notamment des essais du Douglas DC-2, du Potez 540 et du Leo 45, dont il suit la production avec Jacques Lecarme, de l’usine aux essais en vol.
Au moment des accords de Munich, en septembre 1938, il effectue une mission pour le Secret Intelligence Service et la section « Air » du 2e bureau (commandée par son ami Ronin). Badré photographie la frontière des Alpes et la plaine du Pô à dix kilomètres d’altitude, à bord d’un Potez 540,. Le 16 mars 1939, en visite à Angkor pendant une mission de transport, il apprend à la radio l’entrée des nazis dans Prague.

### Seconde Guerre mondiale
Au déclenchement de la mobilisation française, le 1er septembre 1939, il est affecté à la base aérienne d’Orléans. Au tournant de l’année 1940, il est envoyé en Écosse pour des essais en vol de nouvelles technologies radar. Au printemps, à la demande de l’état-major de l’Armée de l’air, il fait une tournée auprès des escadres de bombardement dans le Sud-Ouest pour contrôler l’entraînement des pilotes sur Leo 45.
La veille de l’armistice, il décolle pour Oran avec René Gervais. Le colonel Ronin les intègre à son escadre comme adjoints. Ils visitent les bases aériennes militaires du Maroc pour tenter de remotiver les troupes. Ronin décide de rebâtir en France un service de renseignement en contact avec les Britanniques. 
Comprenant l’allemand, Paul Badré est affecté à la mi-août à la Waffenstillstandskommission (chargée de l’application de la convention d’armistice), où il succède à Christian Sarton du Jonchay comme officier de liaison avec la Luftwaffe. Il est mis en congé d’armistice le 10 janvier 1941 et s’installe avec sa famille à Bellerive-sur-Allier, un village voisin de Vichy. 

#### SR AIR
À Bellerive, il prend la direction d’un poste du SR Air,,, le service de renseignement mis sur pied par Georges Ronin avec l’accord du général Bergeret, ministre de l’aviation du maréchal Pétain. 
En mars 1941, Frederick Winterbotham (nom de code Summer), officier de la Royal Air Force chargé de la source Ultra au MI6, fait parvenir au SR Air des émetteurs-récepteurs dissimulés dans des valises diplomatiques. Depuis sa villa de Bellerive, le capitaine Badré (nom de code Beard) établit clandestinement une liaison radio avec l’Angleterre (le Groenland).
Il recrute plusieurs agents dont Robert Masson, qu’il met en lien avec le mouvement Ceux de la Libération en zone occupée. Masson lui apporte chaque mois des renseignements en traversant la ligne de démarcation. Badré obtient du colonel Jean Touzet du Vigier que des armes soient livrées secrètement en zone occupée à destination de Ceux de la Libération et du réseau d’Alfred Heurteaux.
À partir du printemps 1942, l’ingénieur des PTT Robert Keller et ses équipes mettent sur écoute les communications téléphoniques allemandes entre Paris et Berlin, interceptant les échanges de hauts responsables de la Kriegsmarine, de la Luftwaffe, de la Wehrmacht Heer et de la Gestapo : c’est la Source K. Ils parviennent même à écouter la voix d’Adolf Hitler. Des retranscriptions des conversations récoltées sont acheminées par le réseau Vengeance à Bellerive, où Beard les communique au Groenland. Il transmet en particulier des informations sur les mouvements des troupes allemandes vers l’Union soviétique,.
Au début du mois d’octobre, il est convoqué à Vichy par le général Revers, chef d'état-major de la défense nationale, qui le prévient qu’avec l’accord de Pierre Laval, l’Abwehr et la Gestapo s’apprêtent à envoyer en zone libre des équipes mobiles, pour identifier par la radiogoniométrie les postes clandestins. Cette opération a pour nom de code Aktion Donar. Le matin du 19 octobre 1942, les services spéciaux allemands circulent dans son village de Bellerive-sur-Allier. Alerté à temps par un complice, il interrompt l’émission en cours, démonte son poste et brûle les papiers compromettants.
Après cette incident, informé de l’imminence du débarquement allié en Afrique du Nord, le service suspend ses liaisons avec Londres. Dans la nuit du 9 au 10 novembre 1942, la veille de l’invasion de la zone libre, Ronin, Bézy, Bouvard et Badré s’envolent pour l’Algérie à bord de deux Dewoitine D.338 mis à disposition par le général d’Harcourt.

#### Londres
Promu commandant à son arrivée, Paul Badré voyage en Tunisie et au Maroc pour le compte du SR Air. Le colonel Ronin, qui s’est rallié au général Giraud, chapeaute les services spéciaux avec Louis Rivet et Paul Paillole. Ronin retrouve Winterbotham à Londres le 20 décembre, peu avant l’assassinat de l’amiral Darlan. À son retour, dans les premiers jours de 1943, il confie à Badré un poste d’officier de liaison avec le MI6 et le BCRA du colonel Passy (chef du renseignement gaulliste). 
Accompagné de recrues françaises du Special Operations Executive, Paul Badré part pour Londres le 30 janvier. D’abord logé Albemarle Street, dans l’appartement de Claude Dansey (où il fait la connaissance du colonel Passy et d’André Manuel), il s’installe ensuite dans une villa de l’Intelligence Service en bordure de Wimbledon Common. Au 12 Caxton Street, il travaille avec le Circus de Wilfred Dunderdale qui récolte des renseignements sur le front de l'Est.
En mars, le commandant Badré se casse une jambe au terme d’un saut en parachute à Ringway. À l’hôpital, il reçoit la visite de Robert Masson, qui a rejoint l’Angleterre après avoir traversé l’Espagne dans la clandestinité. Ce dernier est parachuté en Normandie à la pleine lune suivante. Un autre de ses agents est parachuté, André Duthilleul (Oscar) que son frère Jean Badré héberge à Paris.
Le 20 mai 1943, il organise l’exfiltration aérienne du général Georges à la demande du cabinet de Churchill. Masson profite de l’opération pour quitter la France occupée, après y avoir implanté le réseau Samson. 

#### Méditerranée
Le 3 juin 1943, les armées du général de Gaulle et du général Giraud fusionnent sous l'égide du Comité français de libération nationale. À 37 ans, Badré s’estime encore en âge de piloter et de combattre : il remet sa démission à Stewart Menzies (chef du MI6) et quitte Londres le 27 juin quelques jours avant l’opération Husky. 
En Afrique du Nord, Georges Ronin perd le contrôle des services spéciaux au profit du colonel Passy.
Commandant le groupe 2/52 en Méditerranée, Badré est stationné dans la région d’Oran, avec les divisions du général du Vigier et du général Rignot,. Ses troupes sont affectées pour l’hiver au Maroc, à Médiouna. Au printemps, ils s’entraînent dans la région de Constantine, à Teleghma. Ce n'est qu’à la fin du mois de juin que son groupe devient opérationnel, après la livraison par l’Armée de l’air américaine de seize Marauder B26 flambant neufs. 
Le 19 juillet, le 2/52 est envoyé en Sardaigne, à la base de Villacidro. Il y reçoit la visite de Saint-Exupéry quelques jours avant la mort de l’écrivain.

#### Débarquement de Provence
Le 3 août 1944, Badré bombarde un pont d’Asti avec son escadron. Trois jours plus tard, une escadre franco-américaine de 72 avions attaque un pont ferroviaire d'Arles. Les bombes de son Marauder s’abattent sur un cimetière où s’est retranchée la Flak allemande qui est intégralement pulvérisée. Le 15 août, premier jour du débarquement de Provence, 72 avions (36 de l’Armée française de la Libération et 36 « forteresses volantes » américaines) ont pour mission de détruire des ponts sur la Buëch et la Durance. La météo n'est pas bonne et des pilotes de l’USAAF, forcés à une manœuvre d'évitement après leur premier passage, se libèrent de plusieurs dizaines de tonnes de bombes, tuant cent civils à Sisteron. 
Le 18 août, le groupe de Badré attaque les batteries côtières de Toulon qui lui infligent de lourdes pertes. Il réessaye le surlendemain avec une tactique plus furtive qui s’avère concluante. Le 2/52 combat ensuite en Italie,.

### Industrie aéronautique d’après-guerre
Promu lieutenant-colonel en septembre 1944, il est nommé chef du 5e bureau (« programmes ») de l’état-major de l’Armée de l’air. Il supervise la « mission d’information scientifique et technique » (MIST), qui envoie un commando en Allemagne, dans la zone américaine, pour capturer l’ingénieur Willy Messerschmitt et saisir ses travaux, lesquels sont microfilmés par des étudiants de polytechnique avant d’être rendus aux Américains. La MIST s’approprie aussi une station d’essais de missiles V2 cachée dans la forêt entre Sigmaringen et le lac de Constance.

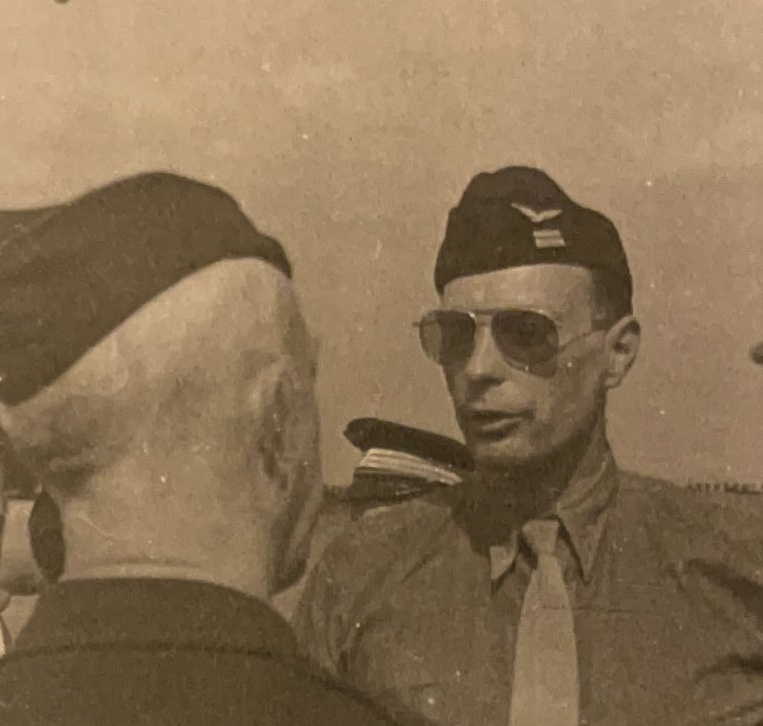
Paul Badré en 1945

Le 1er août 1945, Paul Badré est le premier pilote français à piloter un avion à réaction sur le territoire national (un Messerschmitt Me 262 pris à l’ennemi) lors de l’inauguration du centre d'essais en vol de Brétigny-sur-Orge. Il est membre du conseil chargé du perfectionnement de l’École polytechnique. Au mois de mai 1946, il accompagne en Angleterre le général Bouscat, chef d’état-major de l’Armée de l’air,. Comme Rozanoff, il quitte l’Armée en octobre 1946, peu avant déclenchement de la guerre d’Indochine.
Dans le civil, Paul Badré s’occupe d’abord des essais en vol de la Snecma, fabricant national des moteurs aéronautiques,,. Georges Glasser le recrute en 1948 comme directeur de production de la Sncaso. Il est impliqué dans la production de trois avions de chasse de Marcel Dassault (l’Ouragan, le Mystère II et le Mystère IV) et dans celle du biréacteur Vautour et de l’hélicoptère Djinn. En 1957, la Royal Aeronautical Society de Londres le reçoit avec le statut de Fellow. 
Au départ de Georges Glasser pour Alstom, la Sncaso fusionne avec la Sncase pour former Sud-Aviation. Paul Badré devient président de la Sferma (1957-1965) puis de Maroc-Aviation (1966-1972) ainsi qu’administrateur de Ratier Figeac (1962-1979) et de la société de Jean Bertin (1965-1981), dont le projet d’Aérotrain est abandonné à la suite du premier choc pétrolier,.

### Fin
Intronisé membre d’honneur de l’Académie de l'air et de l'espace en 1999, Paul Badré meurt à quatre-vingt-quatorze ans, le 10 août 2000, à La Ferrière-Bochard dans l’Orne. 
Il avait épousé en l’église Sainte-Jeanne-d'Arc de Versailles, le 14 septembre 1932, Cécile Cordier (1909-2005), fille de Jean Cordier (chef du  4e bataillon de chasseurs à pied tué dans le Labyrinthe en 1915) et de Madeleine Beaudenom de Lamaze (fille du général de Lamaze). Dix enfants sont nés de leur union. Cécile Badré était la cousine germaine de deux compagnons de la Libération, Jacques Beaudenom de Lamaze et Jacques Lecompte-Boinet. 
À Brétigny-sur-Orge, la rue Paul-Badré longe l’Institut de recherche biomédicale des armées (site d’une base aérienne militaire jusqu’en 2012).

## Décorations
- Commandeur de la Légion d'honneur (1955)
- Croix de guerre 1939-1945
- Rosette de la Résistance[91]
- Médaille de l'Aéronautique